# Aegomorphus pigmentatus
Aegomorphus pigmentatus es una especie de escarabajo longicornio del género Aegomorphus, tribu Acanthoderini, subfamilia Lamiinae. Fue descrita científicamente por Bates en 1861.

## Descripción
Mide 10,6-17 milímetros de longitud.

## Distribución
Se distribuye por Brasil, Guayana Francesa y Perú.